# West Glamorgan

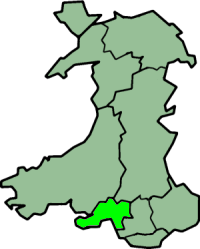
West Glamorgans utsträckning som bevarat grevskap.

West Glamorgan är ett bevarat grevskap i Wales. Mellan 1974 och 1996 var det ett administrativt grevskap.
West Glamorgan bildades 1974 ur en del av Glamorgan. I det nya grevskapet ingick också Swansea, som hade varit en county borough och därmed stått utanför Glamorgan administrativt. West Glamorgan var indelat i fyra distrikt och styrdes av ett grevskapsfullmäktige (county council). Grevskapets fullmäktige och distrikten upphörde att existera vid midnatt 1 april 1996, och ersattes av kommunerna (principal areas) Swansea och Neath Port Talbot.